# Phostria lithosialis
Phostria lithosialis is een vlinder uit de familie van de grasmotten (Crambidae). De wetenschappelijke naam van de soort is voor het eerst gepubliceerd in 1854 door Achille Guenée.
De spanwijdte bedraagt 35 millimeter.
De soort komt voor in Brazilië, Peru en Ecuador.